# Supletivism
În morfologie, supletivismul este o calitate specifică a anumitor forme gramaticale de a completa paradigmele incomplete sau defective ale unor cuvinte flexibile. O formă supletivă are altă rădăcină decât cea a restului formelor cuvântului.
Exemple de supletivism:
- în limba română: formele sunt și ești ale verbului a fi[2];
- în limba franceză: formele il va „merge” și il ira „va merge” ale verbului aller[3].
- în limba engleză: gradele de comparație ale adjectivului cu sensul „bun”: good „bun”, better „mai bun”[4];
- în limba croată: forma de singular și cea de plural ale substantivului cu sensul „om”: čovjek, ljudi[5];
- în limba maghiară: indicativul prezent și cel viitor ale verbului corespunzător lui „a fi”: van „este”, lesz „va fi”[6].